# Accademia di belle arti di Bologna

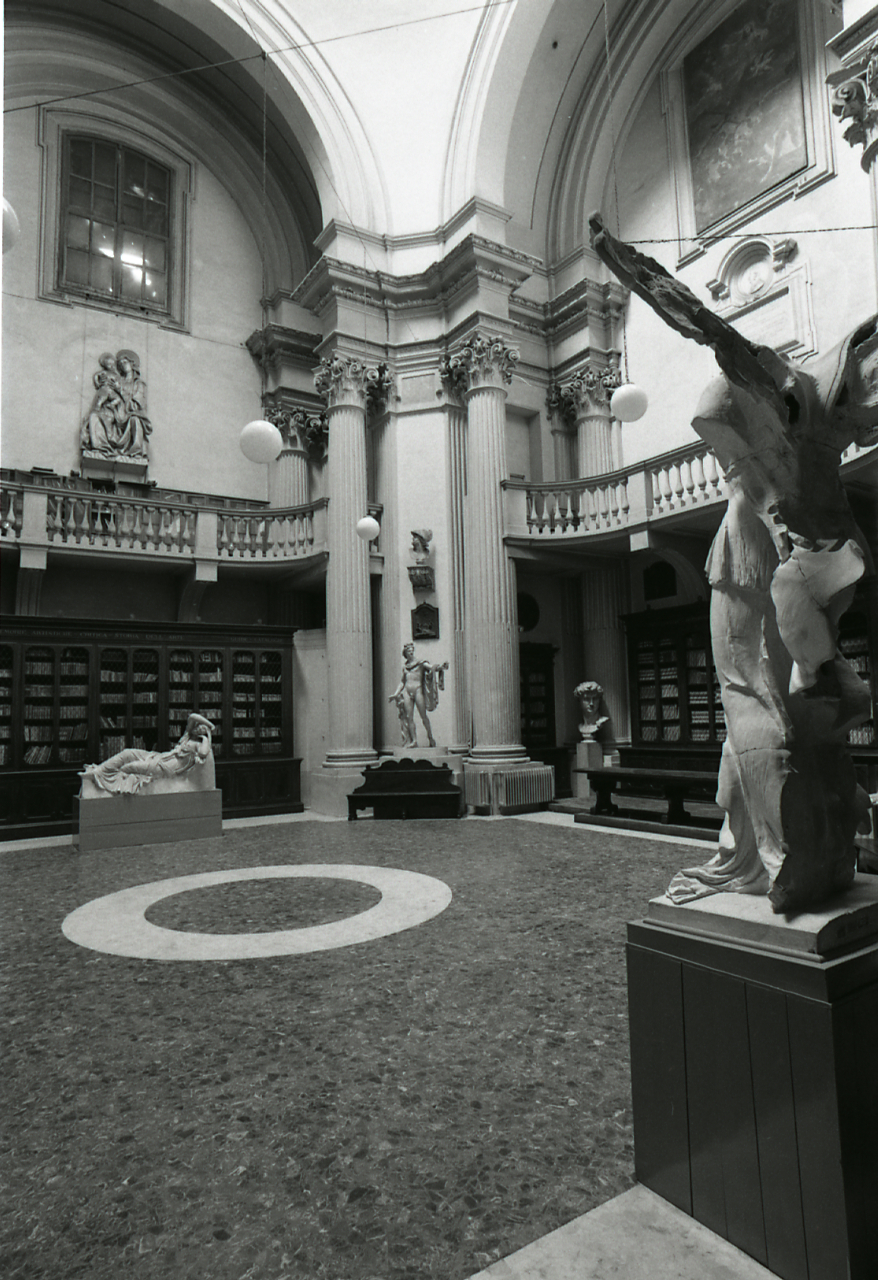
Inredning av Accademia 1974

Accademia di Belle Arti di Bologna, även känd under sitt ursprungliga namn Accademia Clementina, är en italiensk konstskola, sedan 1999 med status som universitet. Den grundades 1706 av Pietro Ercole Fava och namngavs 1711 efter den sittande påven Clemens XI. Skolan lades ner av Napoleon 1796 och återupprättades av den franska administrationen 1802 med nytt namn och nya instruktioner.